# Anton Gössinger

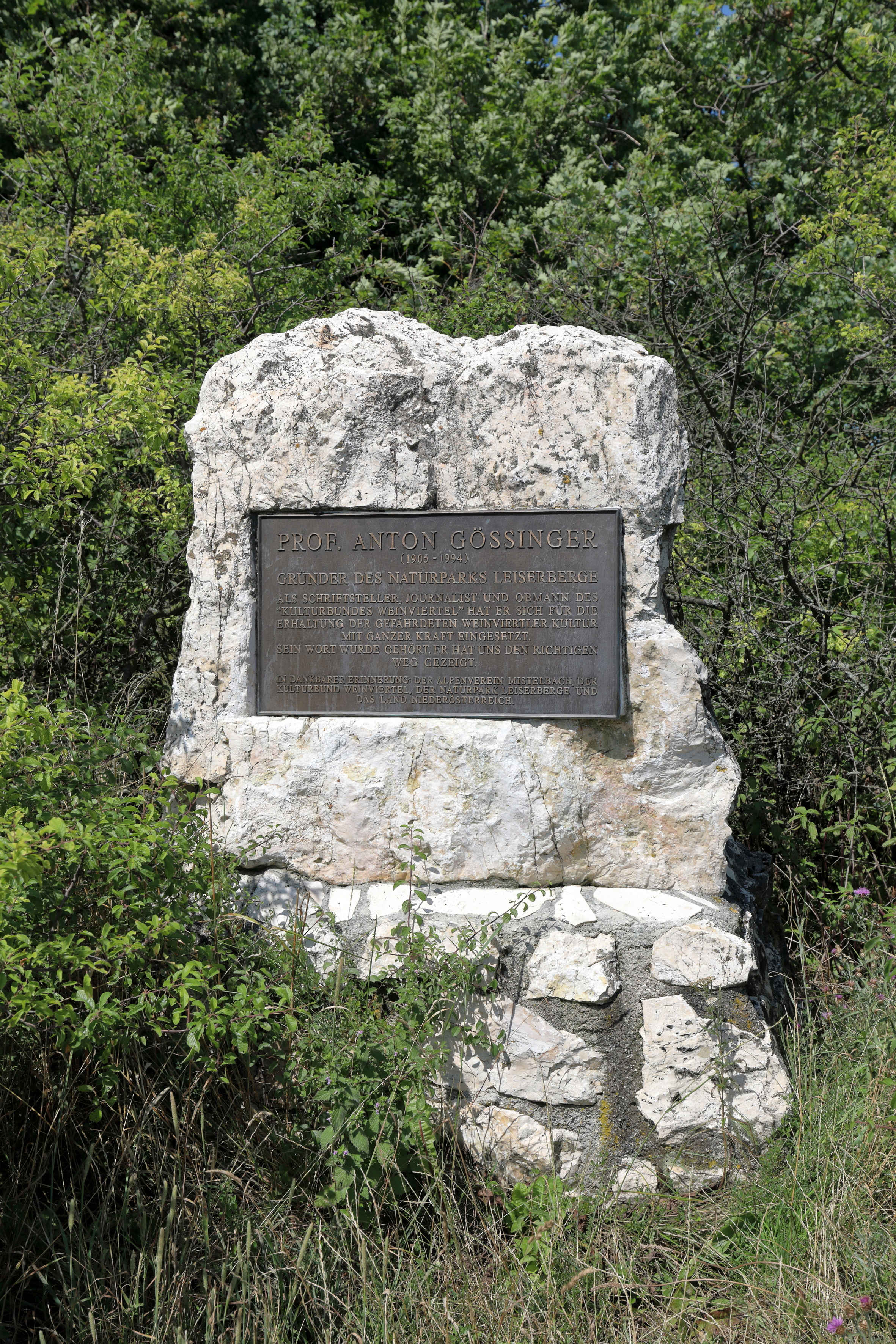
Gedenkstein zu Ehren Anton Gössinger am Buschberg

Anton Gössinger (* 1. Februar 1905 in Mistelbach; † 1994) war ein österreichischer Oberstudienrat, Heimatschriftsteller und er gilt als Begründer des Naturparkes Leiserberge.
Gössinger war Direktor der Knabenhauptschule in Mistelbach und Schriftleiter der „Weinviertler Nachrichten“, Obmann des Kulturbundes Weinviertel und ab 1970 20 Jahre Obmann der Volkshochschule Mistelbach.

## Ehrungen
- Am 27. März 2004 wurde ihm zu Ehren auf dem Buschberg vom Alpenverein Mistelbach, dem Naturpark Leiser Berge, dem Kulturbund Weinviertel und dem Land Niederösterreich ein Gedenkstein enthüllt.[4]
- Anton-Gössinger-Gasse in Mistelbach

## Werk
- Das Weinviertler Hügelland. In: Gaupresseamt Niederdonau der NSDAP (Hrsg.): Schriftenreihe für Heimat und Volk, Niederdonau – Ahnengau des Führers. 52. Sankt Pöltener Zeitungs-Verlags-Gesellschaft, St. Pölten 1942.